# 花嫁衣裳は誰が着る
『花嫁衣裳は誰が着る』（はなよめいしょうはだれがきる）は、1986年4月23日から10月15日まで、フジテレビ系列で毎週水曜20:00 - 20:54に放送されたテレビドラマである。主演は堀ちえみ。
父を知らず、母も失った少女が、デザイナーを目指して数々の苦難を乗り越え、成功して幸運をつかむまでを描いた物語。
1968年に『週刊少女フレンド』（講談社）で連載された細川智栄子の少女漫画『あこがれ』を原作としている。

## あらすじ
父を知らず、3歳で母を失った少女にただ1つ許されていたのは、夢見ることだけであった。この物語は、そのはかない夢を大事に育てた少女の、愛のロマンである。
「学歴もなく金もなく、両親さえいない少女にただ1つ許されていたのは、夢を見ることであった。この物語は、そのはかない夢を大事に育てた少女の、壮大な愛のロマンである。」（第1話のみ）

（オープニングナレーションより）
雪村千代は、母の死を要因にして3歳の頃、佐渡で有数のホテルを経営する伯父・相良源造の家に引き取られた。7歳の頃、源造の娘で千代と同い年の従姉妹であるみさ子が崖から転落し、足が不自由になる事故があり、その原因が千代とされてしまう。ある日、千代は海岸で負傷しているアイドル歌手の上月光を助ける。
高校を卒業したら、東京へ行きウエディングドレスのデザイナーを目指すという夢を支えに頑張る千代だったが、周囲からいじめを受け、孤立する佐渡の生活に耐えられず、予定を繰り上げて高校を中退して上京し、デザイナー事務所に就職する。光はリサイタルの衣装を新進デザイナーのユリ麻見に依頼する。ユリの店で、千代と光が再会した。完成した光の衣装を千代がアイロン室に置くと、何者かにアイロンの上に倒され焼かれてしまう。 
コンサートに当日、ユリ兄弟とともに衣装を用意出来ないと謝罪に伺う千代に「出てけ。顔も見たくない」と罵る光に対して、光の父信行が一喝すると冷静になった光は衣装を着ないで歌うことを決断する。幕が上がり歌が始まるとお客も最初は戸惑っていたが、光の歌う姿に感動しコンサートはなんとか成功に終わる。光は後日、コンサートで着なかった衣装を自分が着るにふさわしくなるまで預かってほしいとユリデザインルームを訪れたが、その時はもっとふさわしい物をつくるから預かれないとユリに辞退される。その帰り道に公園で光が千代にツアーに出るためしばらく会えないと伝え、お互いに頑張ろうと握手して別れる。このころから2人に愛が芽生え始めていた。 
ファッションショーで千代にデザイン盗用の疑いがかかった。 かおりが調べたところスパイは同じデザイン事務所の理子だとわかるが、その罪をかぶって千代はデザインルームを辞める。その頃、光と千代は異母兄妹だという疑惑が浮上する。光の父、信行が設計したビルが建設中に崩壊し、多額の借金を背負うこととなる。千代はデザイン盗用の疑いが晴れてふたたびユリのもとに戻ることとなった。みさ子は光と結婚することとなる。みさ子は千代にウェディングドレスを作らせた。光が主役の映画では、スタントなしで撮影が行われた。崖から落ちそうになった藤堂を助けて転落するが、奇跡的に生還する。千代は光に異母兄妹だと告げたことを耳にしたみさ子は、光の記憶障害の父がいる金沢へ赴く。千代は佑介と結婚することを決意する。みさ子は光と千代が兄妹でない証拠写真を手に入れるが、焼き捨ててしまう。
光は佑介と千代とともに金沢へ行き、兄妹ではないことを確認する。佑介は千代を諦めると言って去っていった。2人に希望が生まれた矢先、みさ子はガス自殺を図ったが未遂に終わる。そのことを受けて光はみさ子、千代は佑介のもとへ戻ることにした。千代は佑介のもとで花嫁修業に励むが、スエのお供で仙台に帯同したときに偶然にも仙台にコンサートに来ていた光と再会する。佑介は光を潰す目的で芸能事務所を設立する。千代のもとを訪れたユリから、千代の父・篠原はユリの元恋人で、明江の夫であるということを知り失神してしまう。
千代と佑介の挙式の日が迫り、千代は佐渡に戻される。光は覚悟を決め佐渡に渡った。佑介との婚礼が2日後に迫る中、光は大胆にもバイクで酒田家に乗り込み千代を連れ出すことに成功する。佑介は怒り酒田企業の力を活かして2人が佐渡から出られないよう完全に包囲してしまった。しかし謎の男の案内で2人はボートで島から脱出する。千代は光と東京に向かう。佑介から逃れるため、明江の元でデザイナーの仕事を手伝うこととなる。
佑介は千代を奪うために手段を選ばず、みさ子や光に圧力をかけた。千代は諦め佑介と結婚する。光が佐渡にやって来るも、千代は「私はもう人妻です」と光を拒絶する。一生佐渡から出られないと覚悟をしていた千代に転機が訪れる。明江は藤堂と企み千代のデザイナーとしての才能を利用し、デザイン業界からユリを抹殺しようとしていた。佑介の命令で再び千代は東京に戻される。千代とユリが対決する形のジョイントコレクションが開かれ、結果は明江の思惑どおり千代の勝利となった。それを見たみさ子は人を陥れても自分は幸せになれないことを知り、空しさを感じ、千代が作ったウェディングドレスを千代に返し、光と結婚すべきと告げる。光は千代が心の妻として生きていく、と千代に約束する。芸能界から追放されていた光は歌手として再起を果たそうとする中、藤堂に裏切られ、会社を乗っ取られそうになり経営者失格の烙印を押され、更に千代に対する光の愛する心を知り自分の居場所がなくなってしまい、自暴自棄となった佑介は警察車両とカーチェイスの末、死を覚悟の上での交通事故を起こし、帰らぬ人となる。
ユリは一緒に勉強しようと千代にパリに行こうと誘ったが、酒田家の未亡人として生きていくことを決意した千代はそれを断る。しかし、千代の誠実さがスエの心を動かし、千代を酒田家の束縛から開放し、フランス行きをすすめた。東京に旅立つ前にきらくに寄り伯父、伯母、みさ子に別れを告げる。すると伯母から「つらくなったらいつでも帰ってきな。ここがお前の家なんだから」と初めて優しい言葉をかけられる。
東京に戻った千代はかおりに連れられて空港にユリを見送りに行く。そこでユリに必ずフランスに行くことを約束する。見送りが終わりユリデザインルームの皆と歩いていると、そこに光が立っていた。かおり達は気を利かせ先に立ち去る。
2人きりになり西新宿を歩きながら「千代が光にウエディングドレスを返して下さい。それを超えるものをつくりたいので」と懇願する。快諾した光はいつかそのドレスを着て僕のところに来るのを待っていると告げる。
光が千代の手を取り、共に歩き出す。新宿中央公園の公園小橋の階段を降りるところでドラマは終わる。
（ナレーションより）
「冬の便りが近付いていた。だが、愛し合う2人は、やがて来る春の鼓動を確かに感じ取っていた。父を知らず、3歳で母を失った天涯孤独の少女に唯一許されていたのは、夢見る事だけだった其の少女の夢が今、花開く季節を迎えようとしていた」

## 出演者
雪村 千代
演 - 堀ちえみ（幼少時代<回想シーン>：本名陽子）
17歳の高校3年生。父を知らず、3歳のときに母・志津が死去。伯父の入り婿先である相良家に引き取られるが（佐渡への転居は、母の死の直前だった）7歳の頃から、夫妻の経営するホテル「きらく」で働かされるようになった。その後伯母・秀子からのいじめに耐え切れなくなり、独断で高校を中退し家出の上で上京する。母親譲りの、自分よりも人の幸せを考えてしまう控えめな性格のため、このことが災いになることが多い。か弱いイメージではあるが意外と忍耐強さもあり、生活や自己実現のためにはあまり周囲への影響を考えず、突発的に行動してしまう事がある。子供の頃のみさ子の転落事故に責任を感じており、それ以来彼女に敬語を使って接している。子供の頃からデザイナーになることを夢見る。作中で自身がデザインするウェディングドレスのタイトルは「あこがれ」。
相良 みさ子
演 - 伊藤かずえ
千代の従姉妹。千代と同学年で、自身は第1話で18歳の誕生日を迎える。子供の頃は千代と仲良くしていたが転落事故で「千代が自分を崖から落とし、足を不自由にした」と思い込み、長年に渡り母や同級生達と手を組んで嫌がらせを展開。この事故で右脚を引きずるように歩くようになり、コンプレックスを感じている。ある時地元にやって来た光に一目惚れをし、後日彼を追って上京し同時に私立高校へ転校している（卒業出来ているかどうかは、作中では明言されていない）。裏表が激しい性格で表向き素直な性格を装い千代にも親しく接しているが、裏ではかなり嫉妬心が強く口達者で彼女の生い立ちやイメージを悪くする嘘などを周りの人に吹聴する。その後光との婚約にこぎつけるが、最終的には手を組んでいた佑介に反発し、千代と和解。将来の夢は翻訳家。
上月 光（こうづきひかる）
演 - 松村雄基
アイドル歌手。事務所社長・藤堂の経営方針に反発し単身佐渡へ旅行中に崖から転落。そこで出会った千代と恋に落ちるが一時期、異母兄妹疑惑が発生してしまう。佐渡の旅行から帰京後に事務所を移籍するが、それ以降も藤堂の画策に振り回される。本来は移籍後初のリサイタルの会場選び、衣装の打ち合わせなどに携わるなど仕事に対して責任感を持っているが、良くも悪くも行動派で千代のことになると周りが見えなくなることもある。その後母親の願いを受けてみさ子と婚約するが、最後まで千代を一途に愛する。
酒田 佑介
演 - 岡野進一郎
佐渡の網元の跡継ぎ息子。みさ子との婚約が浮上した事もあるが、本心では千代を想い続けており、その為に逸脱した行為が時折、見受けられる。千代によると「佐渡にいた頃に優しくしてくれたのは佑介と源造の2人のみ」と言われるなど好青年であった。しかし千代を追って上京した後、彼女と光の行動や態度に腹をたててから人格が変わってしまう。その後酒田家当主となってからは藤堂、みさ子と手を組み、千代に接近する光に嫌がらせをした末、千代との結婚にこぎつける。藤堂にそそのかされて芸能界やファッション界にも乗り出すが結果的には失敗に終わる。千代に対して暴力的になっていた事もあったが、事故死後に本心が判明する。

### 千代と関わるデザイナー
ユリ麻見
演 - 岡田奈々
新進気鋭のファッションデザイナー。“ユリデザインルーム”の主催者でファッション界で名前が売れてきた状態。家出して来た千代を社員として受け入れ、デザイナーの仕事を教え始める。ユリデザインルームはオートクチュールの形を取っており、個人客の服や芸能人が仕事で着る衣装などを依頼を受けて製作・販売している。面倒見が良い性格で人当たりも良く、仕事に関しては強い責任感と新しいことを学ぼうとする向上心を持つ。千代の味方にして良き理解者となる。
過去に藤崎明江に弟子入りし5年前まで彼女の店で働いていたが、彼女の夫・篠原清と関係を持ってしまい、藤崎から破門されている。その後千代とのデザイン対決に敗れ、パリで再勉強することになる。
藤崎 明江
演 - 梶芽衣子
ベテランデザイナーで、ユリの元師匠。日本のファッション界の第一人者で“世界のアキエ”と呼ばれ、交友関係も幅広くファッション界での彼女への支持は厚い。かつての愛弟子・ユリの裏切りと不貞に「犯罪に等しい」と激怒し破門にした過去を持つ。これまで光の全ての衣装製作を担当してきたが、独立した彼が心機一転してユリに製作を依頼したため彼女への怒りが再燃し、それ以降彼女に嫌がらせを展開し業界から抹殺しようとする。その一方でユリの店で働く千代の才能に目をつけ、後に自身のゴーストデザイナーにする。千代は夫・篠原の娘なので、自身は千代の義母ともいえる。仕事で親しくなった藤堂からは先生と呼ばれており、裏でタッグを組んでお互いの利益のために様々な悪巧みをする。

### 光の主な関係者
上月 信行
演 - 高橋昌也
光の父。上月建設会社の社長。光には信念を持って自分の人生を歩むことを願っており、息子に仕事・恋愛・人生について時に厳しく時に優しく助言する。ただし、悦子からは「普段は何もしないのにいざという時だけいい顔ばかりする無責任な人」と思われている。18年前に建築現場の事故が原因で記憶喪失になり2年間失踪した過去を持つ。記憶を取り戻した後は、失踪中の2年間の記憶を失くしていたため、千代の父と誤解される。過去に胸の病気にかかったことがあり、作中で建築中のビルの倒壊事故による死傷者への補償金問題が生じ、その後心労で倒れ死亡する。
上月 悦子
演 - 奈月ひろ子
光の母。上京後のみさ子の第二の母のように接し始め、転校に力を貸したり自宅に招くようになる。また、みさ子の「千代は僻みっぽくて幸せそうな人を見ると嫌がらせする子なんです」という作り話を鵜呑みにし、千代を毛嫌いし始める。信行との夫婦仲はいいが、過去の記憶喪失のことを「夫は記憶喪失のフリをして私と光を捨てて家出した」と疑っており心にわだかまりを秘めている。上月家や信行の会社の将来を最優先に考えており、それらを守るため光にみさ子と結婚してくれることを願う。
村野 三郎
演 - 石田登星
光のマネージャー。元々藤堂の事務所の有能な人材であったが光と共に藤堂の事務所から独立し、移籍後の彼の芸能活動を全面的にサポートする。光とはお互いに下の名前で呼び合い、彼が時折見せる勝手な行動を受け入れるなど親友のように仲が良い。仕事熱心な性格で情熱はあるが少々怒りっぽい所もあり、移籍後に嫌がらせをする藤堂にもはっきり意見を叩きつけることもある。その後千代との恋愛に悩み仕事に身が入らなくなった光に手を焼く。
藤堂 正二
演 - 谷隼人
上月光の元所属事務所の社長。光を人気歌手にした人物だが、裏では彼の名を利用して少々あくどいこともやって金を稼いできた。冒頭で独立した光に嫌がらせを始め、表向きは移籍後も気にかけている素振りを装いながら、裏では彼が所属した新事務所に圧力をかけたりコンサートなどに妨害行為を行う。劇中劇である光の主演映画「危険を買う男」をプロデュースする。狡猾な性格で金にがめつい野心家。建設中の光の父・信行のビル倒壊事故の黒幕で、その後佑介にうまく取り入り酒田グループ乗っ取りを企てる。

### 相良家と酒田家
相良 源造
演 - 名古屋章
千代の母・雪村志津の兄で、みさ子の父。ホテル「きらく」を経営し、佐渡では酒田家に次ぐ資産家とされる。心優しく真面目な性格で志津の忘れ形見として相良家で唯一千代を気に掛けている存在だが、婿養子という立場上、妻と娘に対して強い態度に出られずにいる。秀子とは違い、夫婦でみさ子を甘やかしてきたせいでわがままに育ったことに親として責任を感じている。千代が上京した後、東京でデザイナーの夢を追わせるべきか佑介と結婚させて佐渡に連れ戻すべきか思い悩む。
相良 秀子
演 - 原知佐子
みさ子の母でホテル「きらく」の女将。みさ子を“ちゃん”付けで呼んだり、娘からの様々な頼まれごとのほとんどを引き受けるぐらい溺愛している。性格はみさ子に対してことごとく甘い一方、千代に対してはややきつい面が見られ、父親の素性が不明の上自分に懐かない彼女を憎悪し辛く当たる。娘の足を不自由にしたとして子供の頃から千代をホテルの使用人として扱い、問題が起これば彼女の仕業と決めつけて人前でのビンタも辞さない。他にも性格では体面を気にしており外ヅラが良く損得勘定で行動することも多い。将来は彼女を「きらく」の使用人としてこき使おうと考えており東京から連れ戻そうとする。しかし後に自身の思いを打ち明け、千代と和解する。
酒田 兵衛（ひょうえ）
演 - 織本順吉
佑介の父。佐渡一番の大網元、酒田家当主。酒田漁業や酒田商事などのいくつかの会社を経営しており、相良家とは資産家同士で良好な関係を築いている。会社経営の大変さを身にしみており、佑介に跡継ぎとしての心構えを伝え、本作中盤で当主を息子に譲る。しかしその後藤堂に会社を乗っ取られそうになりスエとの相談の結果「佑介には時期尚早」と再び当主に復帰し、会社を立て直しをはかる。自身が復帰したことで藤堂が「海千山千の酒田兵衛が相手では」と会社乗っ取りを諦める程の凄腕。千代に対しては意外と優しく、スエのような厳しい態度はあまり取らない。
酒田 スエ
演 - 初井言榮
兵衛の母親、佑介の祖母。幼い頃に母親を亡くした佑介を大変にかわいがり、母代わりに育ててきた。厳格で何よりも一番に酒田家の名誉を重んじ、家訓から一応は酒田家当主を立てるが、佑介はおろか兵衛でさえも逆らえない事実上一番の権力者でもある。相良夫妻など地元の人からは“ご隠居様”と呼ばれ、気の強い秀子ですら敵わない人物。誰よりも冷静沈着な判断で「千代に死ぬまで償いをさせるよりもこちらで失うもののほうが大きい」と言ってみたり、かわいいはずの孫の佑介にも「経営者としての器量がない」と経営者失格の烙印を押したりする。自分の気持ちを押し殺してでも世間体を大事にする一面を持つ。
冒頭で相良家を家出し父親の素性が分からない千代のことを快く思わず、後日彼女が好意を寄せる光のことを知って「あの流行歌手」と呼んで嫌うようになる。佑介の嫁となる予定の彼女に花嫁修業と称して厳しく指導する。千代の度重なる失態（直前の逃避行など）で彼女に対しては更に強硬な態度になっていく。佑介の死に対して誰よりも一番悲しむが、孫の死後も献身的に自分に尽くす千代に感銘し、解放する。

### ユリの店の主な人たち
麻見 由夫（よしお）
演 - 黒田アーサー
ユリの弟。ユリデザインルームのマネージャー。千代の同情派である姉・ユリと違い、千代を快く思っておらず、店でトラブルが起きた時に西山たちスタッフが言う「きっと千代がやったことに違いない」などの言葉を真に受けてよく同調している。藤崎の策略による嫌がらせにショックを受けるユリのことをいつも心配し励ますなどしている。
田代 かおり
演 - 松居直美
千代の中学の同級生で、佐渡での唯一の友人。イラストを描くのが得意だった事を活かし、中学卒業後ユリデザインルームに就職するが、下働きへの不満や西山のいびりに耐えかねて千代の上京直前に退職。数日間遊び暮らしていたところを上京した千代と再会し、ユリの店で働き始めた彼女と時々会って助言をしその後彼女のサポートで復職。千代の一番の親友であり、お人好しで内気な彼女を理子と共に何かと助ける。ただし気が強く早とちりしやすい性格のせいでユリの店のスタッフや、千代とも時々衝突する。ついには藤崎のためにユリデザインルームを欺いた千代に絶交を宣言するが･･･。
葉村 理子（さとこ）
演 - 長山洋子
ユリデザインルームのスタッフの一人で病身の弟を持つ。弟の入院費を出してもらう代わりに藤崎の命令でユリの店のスパイとしてこっそり情報を流したり、完成したばかりの服を故意にアイロンで焦がして千代のせいにするなど製作活動を妨害する。しかし、その事を知りつつ周囲に言いつけなかった千代に友情を感じ、のちに千代の味方となる。かおりが千代に絶交を宣言してからも、千代に「私に恩返しをさせて」と頼むなど、彼女に好意的であり続けた。
西山 美子
演 - 甲斐智枝美
ユリデザインルームの一人で製作スタッフのリーダー的存在。以前からかおりをいびっていたため、彼女からかなり嫌われている。デザインコンクールに数回の入賞経験がありながらも、なかなかデビューできず、千代に嫌がらせを展開。千代に面と向かって「あなたはデザイナーになんかなれない。さっさと佐渡に帰った方がいい」などと言い放つこともある。その後藤崎の事務所に移籍するがここでも報われず不満を募らせる。最終回まで千代やユリとの和解には頑として応じなかった。

### その他の主な人たち
三島
演 - 仲谷昇
千代の母が働いていた金沢の病院に長年勤める医師。過去にこの病院で看護師をしていた志津のことを知る人物で彼女の遺言に従い、金沢まで訪ねて来た千代に「あなたの父親は記憶喪失の男」と証言する。また後日それぞれ訪ねてきたみさ子や光からも同じく千代の父親について聞かれたため、同様の証言をする。
篠原 清
演 - 中島久之（写真のみの出演）
千代の実父である医師（認知することなく死去）。静岡県出身で実家は代々続く名家で篠原医院の息子。生前は無医村で医者として一生を捧げることが夢だった。女好きな一面があり医大卒業後に藤崎と結婚したが、インターン(過去にあったインターン制度)で訪れた金沢の病院で看護師の志津と恋愛関係となり、その後東京で妻と生活するも今度は藤崎の弟子であったユリとも関係を持ってしまった。
永井 俊也（しゅんや）
演 - 湯江健幸（現:湯江タケユキ）
光の後輩アイドル。当初酒田家が所有する船で漁師をしていたが、夏頃に遠洋航海を終えて仲間とスナックに訪れカラオケを歌った所、偶然居合わせた藤堂から気に入られてスカウトされる。新人アイドル歌手としてデビューした後は、ルックスの良さと歌声で若い女性ファンを増やしていく。劇中で熱唱する「涙のLOVE SOMEBODY」は、湯江自身の持ち歌。
片岡 けいたろう
演 - 神山繁
作詞家。数々のヒットメーカーであったが、三年前に制作活動を休止。光が落ちぶれた後とある場所でたまたま聞いた彼の歌声を気に入る。これがきっかけで光をプロデュースすることを決め、後日新曲「青春メモリーズ」を提供し芸能界に復帰させる。劇中で片岡が作詞する「青春メモリーズ」は、松村本人の持ち歌で松村のアルバムに収録。

### その他のキャスト
- 片岡弘貴
- 増子倭文江
- 渡辺千秋
- 柴田時江
- 小出綾女
- 野口早苗
前作『ヤヌスの鏡』において、主人公・小沢裕美の別人格・大沼ユミの吹き替えの声の声優として声のみのパフォーマンスであったが、今作ではユリの店のスタッフの一人として女優として出演している。
- 富永麻季子
- 岩見真弓
- 沖真由美
- 牧ひとみ
- 井上三千男
- 伊藤正博
- 永井政春
- 兼子富士乃
- 福澤朗
当時は大学生で演劇集団 円の研究生。第23話で無名の刑事役として出演している。

## スタッフ
- 原作 - 細川智栄子『あこがれ』（講談社「少女フレンドコミックス」）
- 企画 - 春日千春（大映テレビ）、重村一（フジテレビ）
- プロデューサー - 柳田博美（大映テレビ）、千原博司（大映テレビ）、石川泰平（フジテレビ）、遠藤龍之介（フジテレビ）
- 脚本 - 長野洋、林さわこ、佐々木守
- ナレーション - 来宮良子、小倉智昭(番外編)
- 音楽 - 菊池俊輔
- 監督 - 土屋統吾郎、岡本弘、竹本弘一、米山紳
- 制作 - 大映テレビ株式会社、フジテレビ

## 主題歌
- 「愛は眠らない」 歌：椎名恵 （TDKレコード）

作詞・作曲：John Farrar 日本語詞：椎名恵 編曲：戸塚修
（原曲はオリビア・ニュートンジョンの「そよ風の誘惑 ―Have You Never Been Mellow―」）
挿入歌・ＢＧＭ
- 「Saddy Bar」 歌：椎名恵 （TDKレコード）

作詞　椎名恵　作曲　椎名恵　編曲　戸塚修

## 放送日程
| 話数   | 放送日   | サブタイトル                 | 脚本            | 監督         |
| ------ | -------- | ---------------------------- | --------------- | ------------ |
| 第1話  | 4月23日  | すべてはあの崖から始まった   | 長野洋 林さわこ | 土屋統吾郎   |
| 第2話  | 4月30日  | アイロン室の秘密             | 長野洋 林さわこ | 土屋統吾郎   |
| 第3話  | 5月7日   | 一族の恥                     | 長野洋 林さわこ | 岡本弘       |
| 第4話  | 5月14日  | 午後2時の疑惑                | 長野洋 林さわこ | 岡本弘       |
| 第5話  | 5月21日  | 春の悲劇・あの人が父?        | 長野洋 林さわこ | 土屋統吾郎   |
| 第6話  | 5月28日  | 邪恋の罠                     | 長野洋 林さわこ | 岡本弘       |
| 第7話  | 6月4日   | 危険を買う男                 | 林さわこ        | 竹本弘一     |
| 第8話  | 6月11日  | 魔境に死す                   | 林さわこ        | 土屋統吾郎   |
| 第9話  | 6月18日  | 哀愁の奇蹟                   | 林さわこ        | 岡本弘       |
| 第10話 | 6月25日  | 最後のお願い! 一度だけ抱いて | 林さわこ        | 竹本弘一     |
| 第11話 | 7月9日   | 愛の地獄・魔の棲む館         | 佐々木守        | 土屋統吾郎   |
| 第12話 | 7月16日  | 愛の女神はいたずらが好き     | 佐々木守        | 土屋統吾郎   |
| 第13話 | 7月23日  | 愛鬼と恋魔                   | 佐々木守        | 竹本弘一     |
| 第14話 | 7月30日  | 父を愛した3人の女            | 長野洋          | 土屋統吾郎   |
| 第15話 | 8月6日   | 花嫁の失踪                   | 長野洋          | 岡本弘       |
| 第16話 | 8月13日  | 地獄の結婚式                 | 林さわこ        | 竹本弘一     |
| 第17話 | 8月20日  | 哀愁の逃避行                 | 長野洋          | 土屋統吾郎   |
| 第18話 | 8月27日  | 許されぬ愛                   | 長野洋          | 岡本弘       |
| 第19話 | 9月3日   | 運命の午後8時                | 林さわこ        | 竹本弘一     |
| 第20話 | 9月10日  | 謝罪結婚                     | 林さわこ        | 土屋統吾郎   |
| 第21話 | 9月17日  | 君恋うる歌                   | 長野洋          | 岡本弘       |
| 第22話 | 9月24日  | 運命の刃                     | 長野洋          | 竹本弘一     |
| 番外編 | 10月1日  | 爆笑・ドッキリ・NG傑作集     | 岩井晃(構成)    | 岡本弘(演出) |
| 第23話 | 10月8日  | 血染めの離婚届               | 長野洋          | 米山紳       |
| 最終話 | 10月15日 | 花開く少女の夢               | 長野洋          | 竹本弘一     |

## DVD
- 花嫁衣装は誰が着る DVD-BOX 前編 ASIN: B0002IJPD
- 花嫁衣装は誰が着る DVD-BOX 後編 ASIN: B0002IJPDS

## 漫画
『あこがれ』は、細川智栄子による日本の漫画作品。『週刊少女フレンド』（講談社）にて1968年3号より1969年26号まで連載された。単行本は全5巻、文庫版が全5巻。

## 書誌情報
漫画
- 細川智栄子『あこがれ』講談社〈KCフレンド〉、全5巻 - ISBNはない。
  1. 1970年5月初版発行
  2. 1970年5月初版発行
  3. 1970年7月初版発行
  4. 1970年8月初版発行
  5. 1970年8月初版発行
- 細川智栄子『あこがれ』講談社〈講談社漫画文庫〉、全5巻
  1. 2002年8月9日発売[2]、ISBN 4-06-360328-8
  2. 2002年8月9日発売[3]、ISBN 4-06-360329-6
  3. 2002年10月11日発売[4]、ISBN 4-06-360346-6
  4. 2002年10月11日発売[5]、ISBN 4-06-360347-4
  5. 2002年10月11日発売[6]、ISBN 4-06-360348-2

小説
原作：細川智栄子、著者：花井愛子「花嫁衣裳は誰が着る」（講談社X文庫）ISBN 978-4-06-190069-1